# Neuenburg am Rhein
Pour les articles homonymes, voir Neuenburg.
Neuenburg am Rhein (en français : Neuchâtel-sur-le-Rhin, depuis le 18 mars 1975) est une ville allemande en Bade-Wurtemberg, située dans le district de Fribourg-en-Brisgau. Elle se trouve à moins d'un kilomètre du Rhin, qui marque la frontière franco-allemande. Sur la rive opposée, en Alsace, se trouve sa voisine française : la commune de Chalampé. Neuenburg am Rhein est un lieu de passage entre la France et l'Allemagne grâce aux ponts routiers et ferroviaires qui traversent le Rhin et le grand canal d'Alsace.

## Géographie
Proche du piémont de la Forêt-Noire, Neuenburg est situé sur un léger surplomb à proximité de la rive droite du Rhin (dit Vieux-Rhin depuis la construction du grand canal d'alsace) dans lequel se jette la petite rivière : le Klemmbach. La ville est à la croisée de la Bundesstraße (route fédérale) 3  reliant, du sud au nord, Bâle à Fribourg-en-Brisgau, à équidistance (40 km) de Neuenburg et la Landestraße (route nationale) 141 qui part de Todtnau qui rejoint, après la frontière française, la route départementale 39 qui mène à Mulhouse (21 km).

### Quartiers
La commune est divisée en trois quartiers, en plus de la ville de Neuenburg proprement dite: Steinenstadt, Grißheim, et Zienken,.
| Quartier         | Superficie | Population |
| Neuenburg centre | 16,64 km²  | 8.929      |
| Steinenstadt     | 7,50 km²   | 1.479      |
| Grißheim         | 15,68 km²  | 1.477      |
| Zienken          | 4,30 km²   | 882        |

Le territoire communal comprend une exclave entre Auggen und Schliengen.

### Communes limitrophes
| Rumersheim-le-Haut (France) | Hartheim Zienken partie de Neuenburg am Rhein (depuis 1971)        | Buggingen |
| Chalampé (France)           | Neuenburg am Rhein                                                 | Müllheim  |
| Ottmarsheim (France)        | Steinenstadt partie de Neuenburg am Rhein (depuis 1975) Schliengen | Auggen    |

## Histoire
La ville doit sa fondation en 1175, par Berthold IV de Zähringen à la présence d'un gué sur le Rhin. Elle est ainsi, comme d'autres villes, créée par la maison de Zähringen (en allemand : Zähringer) : Fribourg-en-Brisgau, Berne, Fribourg, etc. En 1219, la ville passe sous le contrôle de Frédéric II (empereur du Saint-Empire) qui en fait alors une « ville libre d'Empire » (en allemand : Freie Reichsstadt). En 1311, elle passe sous le contrôle des Habsbourg, qui l'intègrent à l'Autriche antérieure. De ce fait, elle n'est pas touchée par la Réforme protestante et reste catholique. Après la guerre de Trente Ans qui l'affecta particulièrement, vue sa position sur le Rhin, elle fut plusieurs fois la cible des troupes du roi de France Louis XIV, qui l'occupèrent ou l'endommagèrent (1675 puis 1704). Au début du XIXe siècle, en 1806, elle fut rattachée au Grand-duché de Bade. Ville frontalière, elle subit pendant la Seconde Guerre mondiale de graves dégâts avec la destruction des deux tiers de ces habitations. La reconstruction de la localité durera jusqu'en 1958.
Avant 1810, début de la correction du Rhin supérieur, Neuenburg am Rhein subit souvent de graves inondations. La plus sévère, en 1525, occasionna la destruction de la moitié de la ville.

## Politique

### Conseil municipal
Le conseil communal se compose des conseillers communaux bénévoles élus et du bourgmestre qui le préside. Le maire a le droit de vote au conseil communal. A Neuenburg, le conseil communal est élu selon le Unechte Teilortswahl (de), une procédure spécifique au Bade-Wurtemberg. Le nombre de conseillers communaux peut varier en raison de mandats excédentaires.
Depuis les élections communales de 2024, le conseil municipal compte 23 membres élus:
| Partis        | Partis                                  | 2024   | 2024   |        | 2019   | 2019   | 2014   | 2014 |
| Partis        | Partis                                  | %      | Sièges | %      | Sièges | %      | Sièges |      |
| FWN           | Freie Wählervereinigung Neuenburg e. V. | 51,7   | 12     | 46,6   | 11     | 36,4   | 9      |      |
| CDU           | Union chrétienne-démocrate              | 32,9   | 8      | 35,8   | 9      | 43,2   | 10     |      |
| SPD           | Parti social-démocrate                  | 13,7   | 3      | 17,6   | 4      | 20,4   | 5      |      |
| AfD           | Alternative für Deutschland             | 1,7    | –      | –      | –      | –      | –      |      |
| Total         | Total                                   | 100    | 23     | 100    | 24     | 100    | 24     |      |
| Participation | Participation                           | 55,9 % | 55,9 % | 50,9 % | 50,9 % | 39,4 % | 39,4 % |      |

### Bourgmestre
| Amtszeit    | Name                             |
| ----------- | -------------------------------- |
| 1900–1909   | Franz Boll                       |
| 1909–1919   | Erhard Wirz                      |
| 1919–1928   | Franz Boll                       |
| 1928–1946   | Eduard Linsenboll                |
| 1946–1957   | Rudolf Raeck                     |
| 1957–1965   | Karl Gaulrapp                    |
| 1965–1991   | Max Schweinlin                   |
| 1991–2023   | Joachim Schuster (CDU)           |
| 2023 – dato | Jens Fondy-Langela (indépendant) |
| Source:     |                                  |

Le maire de Neuenburg est Jens Fondy-Langela (indépendant) depuis le 1e juin 2023. Il fut élu le 19 mars 2023 avec 72,1% des voix.

## Transports
Du fait de sa position stratégique entre la France, l'Allemagne et la Suisse, Neuenburg am Rhein est un lieu de passage important.

### Routier
La ville de Neuenburg est desservie par la sortie 65 (Müllheim) de l'Autobahn A5, la route fédérale 378 et est directement relié à la France par la D39, qui se prolonge jusqu'à Mulhouse. L'échangeur de Neuenburg relie l'autoroute A36, à l'Autobahn A5.
Le pont du Rhin Chalampé-Neuenburg permet la traversée du fleuve.

### Ferroviaire
Neuenburg am Rhein est relié aux réseaux ferroviaires allemands et français et possède une gare opérée par la Deutsche Bahn. Un train regional (Regional Bahn ou RB) relie la ville à Müllheim.
À partir de janvier 2025, un train devrait également relier Neuenburg à Mulhouse plusieurs fois par jour.
La voie ferrée direction Mulhouse empreinte également le pont du Rhin Chalampé-Neuenburg.

### Transports en commun
La ville est desservie par un réseau de bus. Ce dernier la relie au reste du réseau de la Regio-Verkehrsverbund Freiburg (de), qui gère les transports en commun de la région.

## Loisirs
- Parc de loisirs indoor : Nepomuks Kinderwelt.